# Anne-Lise Bardet
Anne-Lise Bardet (* 18. November 1969 in Oyonnax) ist eine ehemalige französische Kanutin.

## Karriere
Anne-Lise Bardet erzielte ihren ersten großen internationalen Erfolg bei den Olympischen Spielen 2000 in Sydney. Im Einer-Kajak trat sie im Kanuslalom an und qualifizierte sich mit einer Gesamtpunktzahl von 309,08 für die Endläufe. In beiden Läufen blieb sie ohne Strafpunkte und schloss den Wettbewerb mit 254,77 Punkten hinter der Tschechin Štěpánka Hilgertová und ihrer Landsfrau Brigitte Guibal auf dem dritten Platz ab, sodass sie die Bronzemedaille gewann.
Zwei Jahre darauf sicherte sie sich in Mannschaftswertungen zwei weitere Medaillengewinne. Während sie bei den Europameisterschaften in Bratislava eine weitere Bronzemedaille gewann, wurde sie in Bourg-Saint-Maurice mit der Mannschaft Weltmeisterin.